# Un vendeur explosif
 (septembre 2024).
Si vous disposez d'ouvrages ou d'articles de référence ou si vous connaissez des sites web de qualité traitant du thème abordé ici, merci de compléter l'article en donnant les références utiles à sa vérifiabilité et en les liant à la section « Notes et références ».
Un vendeur explosif (The Stupor Salesman) est un cartoon, réalisé par Arthur Davis et sorti en 1948, qui met en scène Daffy Duck.